# The Rolling Stones European Tour 1966
Dwudziesta w historii i druga z czterech tras koncertowych odbytych w 1966 roku przez grupę The Rolling Stones.

## The Rolling Stones
- Mick Jagger – wokal, |harmonijka
- Keith Richards – gitara, wokal wspierający
- Brian Jones – gitara, harmonijka, wokal wspierający
- Bill Wyman – gitara basowa, wokal wspierający
- Charlie Watts – perkusja, instrumenty perkusyjne

## Lista koncertów
| Data                       | Miasto    | Kraj     | Miejsce               |
| -------------------------- | --------- | -------- | --------------------- |
| 26 marca 1966              | Den Bosch | Holandia | Brabanthal            |
| 27 marca 1966              | Antwerpia | Belgia   | Palais Des Sports     |
| 29 marca 1966 2 koncerty   | Paryż     | Francja  | Olympia               |
| 30 marca 1966 2 koncerty   | Marsylia  | Francja  | Salle Vallier         |
| 31 marca 1966 2 koncerty   | Lyon      | Francja  | Palais d'Hiver        |
| 3 kwietnia 1966 2 koncerty | Sztokholm | Szwecja  | Kungliga Tennishallen |
| 5 kwietnia 1966 2 koncerty | Kopenhaga | Dania    | K.B. Hallen           |